# Decima (Spiel-Engine)
Decima ist eine proprietäre, von Guerrilla Games entwickelte Spiele-Engine, die im November 2013 erstmalig veröffentlicht wurde und Entwicklungstools sowie andere Funktionen wie künstliche Intelligenz und Spielphysik enthält. Die Engine unterstützt 4K-Auflösung und High-Dynamic-Range-Bildgebung und wird für Spiele auf PlayStation 4, PlayStation 5, Microsoft Windows, Xbox Series, macOS und iOS verwendet.

## Geschichte
Das erste Spiel, welches die Engine verwendete, war Killzone: Shadow Fall. Im Juni 2015 gab Guerrilla Games bekannt, dass auch ihr nächstes Spiel Horizon: Zero Dawn die Engine für die Entwicklung nutzen würde. Am 26. August 2015 wurde mit Until Dawn von Supermassiv Games das nächste Spiel in der Decima Engine veröffentlicht, welches zusätzlich noch von Havok Physics Gebrauch machte. Das im Dezember 2015 für die Playstation VR angekündigte Until Dawn: Rush of Blood (erschienen: 13. Oktober 2016) sollte ebenfalls die Decima Engine verwenden. Im Juni 2016 kündigte Hideo Kojima an, dass die Vorbereitungen für das erste unabhängige Spiel von Kojima Productions Death Stranding begonnen hätten. Dabei würden zwei Engine-Kandidaten untersucht, von denen eine zur Erstellung des ersten Teasers verwendet wurde, den das Studio auf der Electronic Entertainment Expo 2016 enthüllte. Nach der Verleihung des Industry Icon Award bei den The Game Awards 2016 präsentierte Kojima einen weiteren Trailer für Death Stranding mit dem Logo der Decima-Engine. Auf der PlayStation Experience gab Kojima bekannt, dass er sich mit Guerrilla Games zusammengeschlossen habe und die Engine der Niederländer für die Entwicklung von Death Stranding verwenden würde.
Laut der leitenden Produzentin Angie Smets wurde Decima von den Guerrilla-Mitarbeitern ursprünglich einfach nur als „die Engine“ bezeichnet, da es in der Anfangsphase keine Pläne gab, diese Technologie Spieleentwicklern außerhalb des Unternehmens öffentlich anzubieten. Die neu geschlossene Partnerschaft mit Kojima Productions bedeutete jedoch, dass Guerrilla der Engine zu Marketingzwecken plötzlich einen Namen geben musste. Man entschied sich für den Namen Dejima, die japanische Insel, auf der im 17. Jahrhundert ein Handelsposten der Niederländischen Ostindien-Kompanie entstand und die einst die starken Handelsbeziehungen zwischen Japan und den Niederlanden symbolisierte.
Guerrillas jüngster Titel, Horizon Forbidden West, verwendeten eine aktualisierte Version der Engine. Das Spiel wurde am 18. Februar 2022 für PlayStation 4 und PlayStation 5 veröffentlicht.

## Funktionen
Während der PlayStation Experience im Dezember 2016 wurden verschiedene Features vorgestellt, z. B. künstliche Intelligenz, Spielphysik sowie Logik-Tools, die weitläufige Ressourcen für die Erstellung ganzer Welten bereitstellen. Die Engine unterstützt des Weiteren eine 4K-Auflösung und High-Dynamic-Range-Imaging.

## Veröffentlichte Spiele
| Titel                           | Jahr(e) | Entwickler          | Plattform(en)                                                              |
| ------------------------------- | ------- | ------------------- | -------------------------------------------------------------------------- |
| Killzone: Shadow Fall           | 2013    | Guerrilla Games     | PlayStation 4                                                              |
| Until Dawn                      | 2015    | Supermassive Games  | PlayStation 4                                                              |
| Until Dawn: Rush of Blood       | 2016    | Supermassive Games  | PlayStation 4                                                              |
| RIGS: Mechanized Combat League  | 2016    | Guerrilla Cambridge | PlayStation 4                                                              |
| Horizon Zero Dawn               | 2017    | Guerrilla Games     | PlayStation 4 Microsoft Windows                                            |
| Death Stranding                 | 2019    | Kojima Productions  | PlayStation 4 Microsoft Windows PlayStation 5 Xbox Series macOS iOS iPadOS |
| Horizon Forbidden West          | 2022    | Guerrilla Games     | PlayStation 4 PlayStation 5 Microsoft Windows                              |
| Death Stranding 2: On the Beach | 2025    | Kojima Productions  | PlayStation 5                                                              |